# 李新 (崇山侯)
李新（？—1395年），濠州（今安徽凤阳）人，明朝初年军事人物，崇山侯。
其早年跟随朱元璋渡江，數立战功，参与龍灣、江陵、平江战役，升任中軍都督府僉事。洪武十五年，封崇山侯。后二十二年，在雞鳴山改建帝王廟。次年返乡。当时其揭发大量公侯奢侈逾越事情，后洪武二十八年，因蓝玉案而连坐受死。